# NGC 4984
NGC 4984 är en stavgalax i stjärnbilden Jungfrun. Den upptäcktes den 8 februari 1785 av William Herschel.